# Kolleg Alytus

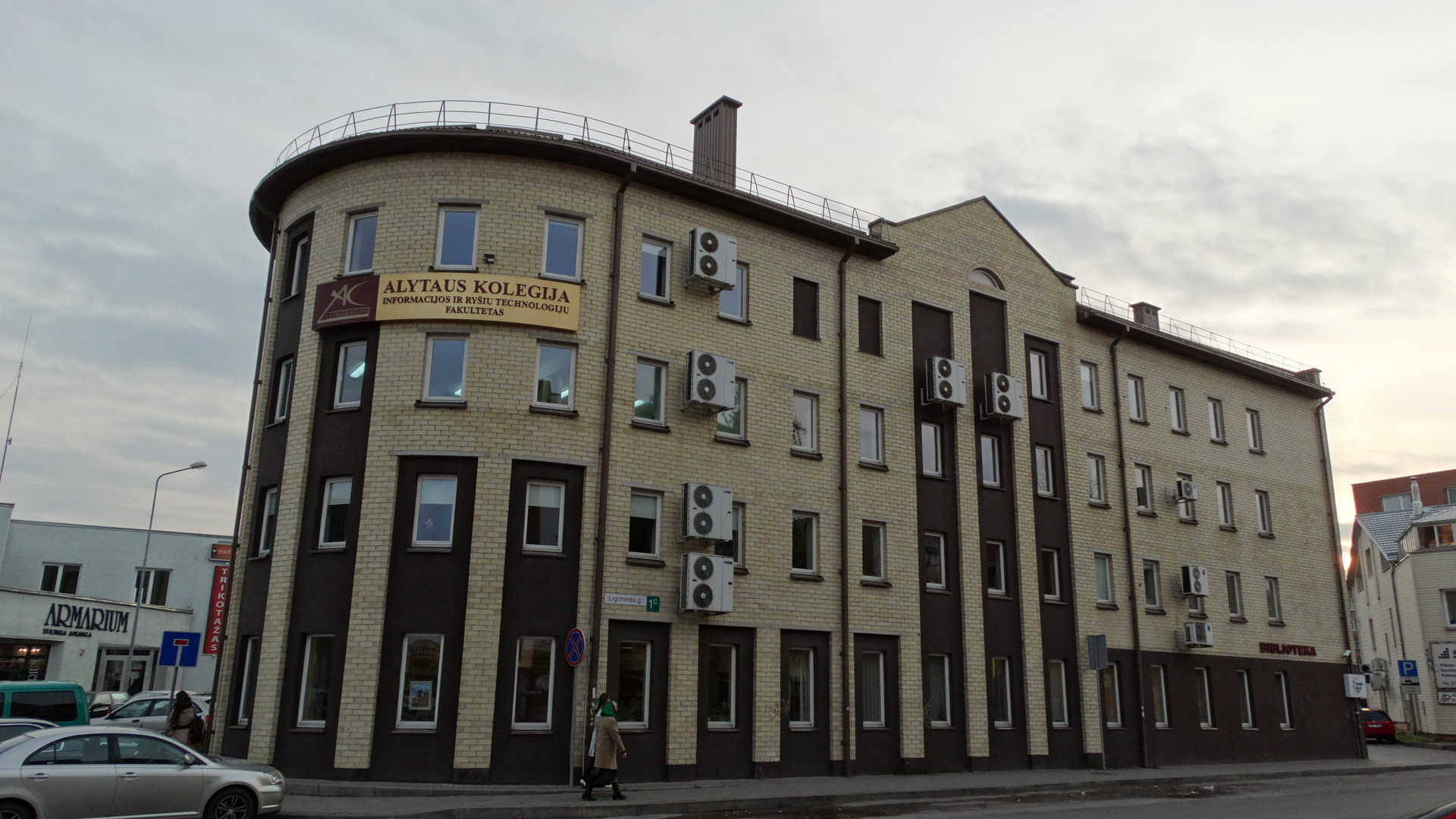

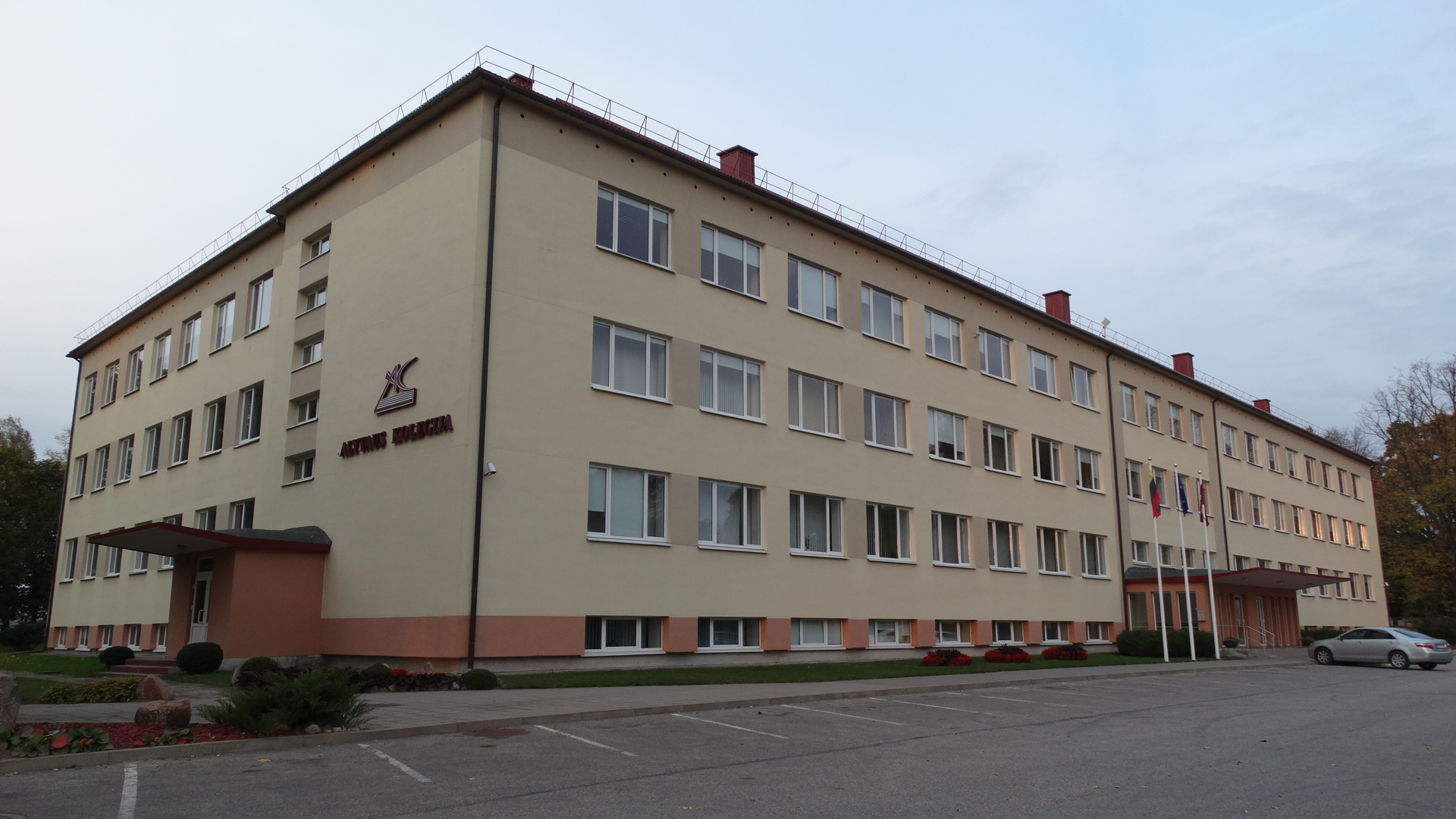

Das Kolleg Alytus (lit. Alytaus kolegija) ist eine staatliche litauische Hochschule in Alytus, Merkinės Str. 2b.
Das Kolleg hat 69 Hochschullehrer. Früher studierten 1.100 Studenten, Stand April 2024 sind es ca. 720 Studierende in 13 Bachelor-Programmen.
2024 wurde die Hochschule in das Kauno Kolegija als fünfte Fakultät inkorporiert.

## Struktur
Es gibt 3 Fakultäten:
- Fakultät für Ingenieurwesen und Biomedizin (Merkinės g. 2b);
- Fakultät für Technologien (Merkinės g. 2b);
- Fakultät für Informations- und Kommunikationstechnologien (Ligoninės g. 1c./Seirijų g. 2).

Andere Abteilungen
- Regionales Zentrum für Technologien
- Zentrum für angewandte Forschung und Projektmanagement
- Zentrum für Marketing
- Zentrum für Karriere
- Zentrum für Studien
- Abteilung für Qualitätssicherung
- Abteilung für Personal

Zu den Besonderheiten gehört das STEAM-Center, eine pädagogische Einrichtung verschiedener Hochschullehrer, um naturwissenschaftlichen Nachwuchs aus den Schuljahre 7–12 für eine MINT-Karriere zu interessieren. Bisher durchliefen ca. 7.000 Kinder aus den umliegenden Schulen eines oder mehrere Programme.

## Geschichte
Von 1960 bis 1972 gab es das Mechanik-Technikum Alytus, von 1972 bis 1991 das Polytechnikum Alytus und von 1991 bis 1998 die höhere technische Schule Alytus. 2000 wurde das Kolleg Alytus errichtet.

## Leitung
Direktoren
- 2000–2006: Vytautas Lubauskas (1939–2018)
- 2008–2019: Danutė Remeikienė (* 1960)

Stellvertretende Direktoren
- Jurgita Merkevičienė
- Sigitas Naruševičius

## Lehrer
- Feliksas Džiautas (* 1953), ehemaliger stellvertretender Direktor und Bürgermeister von Alytus
- Nerijus Cesiulis (* 1981), Politiker, seit 2019 Bürgermeister von Alytus
- Danutė Remeikienė (* 1960)

## Ehrendoktoren
- Eugenija Daukšienė, Gründerin
- Vytautas Junevičius (* 1965), Manager und Vorstandsvorsitzender des Unternehmens AB Alita (Alkoholika-Herstellung)
- Vytautas Lubauskas (1939–2018), Direktor der Schule
- Dainius Numgaudis (* 1966), Kanzler des Bildungsministeriums Litauens
- Julius Sabatauskas (* 1958), Seimas-Politiker

## Bekannte Absolventen
- Tautvydas Barštys (* 1958), Manager und Unternehmer, Politiker von Kaunas
- Nerijus Cesiulis (* 1981), Politiker, seit 2019 Bürgermeister von Alytus
- Tautvydas Tamulevičius (* 1987), Innenpolitiker, seit 2018 Vizeminister
- Ramūnas Bielevičius (* 1972), Politiker der Rajongemeinde Alytus
- Nerijus Cesiulis (* 1981), Politiker von Alytus
- Jolanta Galakvoščienė (* 1975), Politikerin von Alytus
- Laima Žvirblienė (* 1964), Politikerin der Rajongemeinde Alytus, Verwaltungsleiterin von Miroslavas